# Cyclingnews.com
Cyclingnews.com — веб-сайт, публикующий новости о велоспорте и результаты велогонок. Принадлежит  Future.

## История
В 1995 году австралиец Билл Митчелл, увлечённый велосипедист и профессор экономики Ньюкаслского университета, создал веб-сайт под названием «Bill’s Cycling Racing Results and News», после того как обнаружил, что в англоязычных странах существует потребность в срочных новостях и результатах гонок. В 1999 году сиднейская издательская компания Knapp Communications приобрела веб-сайт у Митчелла, а в июле 2007 года продала его британскому издателю Future plc за 2,2 миллиона фунтов стерлингов. В июле 2014 года Immediate Media Company купила веб-сайт вместе с журналом Procycling, предназначенным только для печати. В феврале 2019 года Immediate Media продала свои велосипедные издания обратно компании Future.
В период с 2006 по 2008 год веб-сайт был соспонсором велокоманды Cinelli-Down Under.